# HMS Ark Royal (1981)
HMS Ark Royal (R07) – brytyjski lotniskowiec typu Invincible. Wszedł do służby w 1985. "Ark Royal" był pod koniec służby okrętem flagowym Royal Navy. Tytuł ten przekazał okrętowi HMS "Bulwark" w 2011 roku, kiedy sam został wycofany ze służby.

## Historia
Zamówienie na budowę trzeciej jednostki typu Invincible zostało złożone w stoczni Swan Hunter w Wallsend w grudniu 1978. Pierwotnie miał nosić nazwę „Indomitable” (m.in. po lotniskowcu z II wojny światowej), zbieżną z nazwami poprzednich dwóch okrętów tego typu, lecz ostatecznie przejął bardziej tradycyjną dla marynarki brytyjskiej nazwę „Ark Royal” (królewska arka), w związku z wycofaniem poprzedniego lotniskowca o tej nazwie. W porównaniu do zbudowanych wcześniej dwóch bliźniaczych jednostek w projekcie okrętu wprowadzono znaczne zmiany. Przedłużono pokład lotniczy, kąt wzniesienia rampy startowej zwiększono z 7 do 12 stopni.
Stępkę pod budowę HMS "Ark Royal" położono 14 grudnia 1978 roku. Wodowanie nastąpiło 2 czerwca 1981 roku, w obecności królowej matki Elżbiety. Wyposażanie odbywało się w stoczni Walker Naval Yard, a próby morskie trwały od października 1984 roku. Budowę ukończono i okręt przekazano marynarce 24 czerwca 1985 roku, a oficjalnie wszedł do służby 1 listopada 1985 roku w Portsmouth. Podczas budowy okręt był oferowany Australii, jednak ostatecznie do sprzedaży nie doszło. 

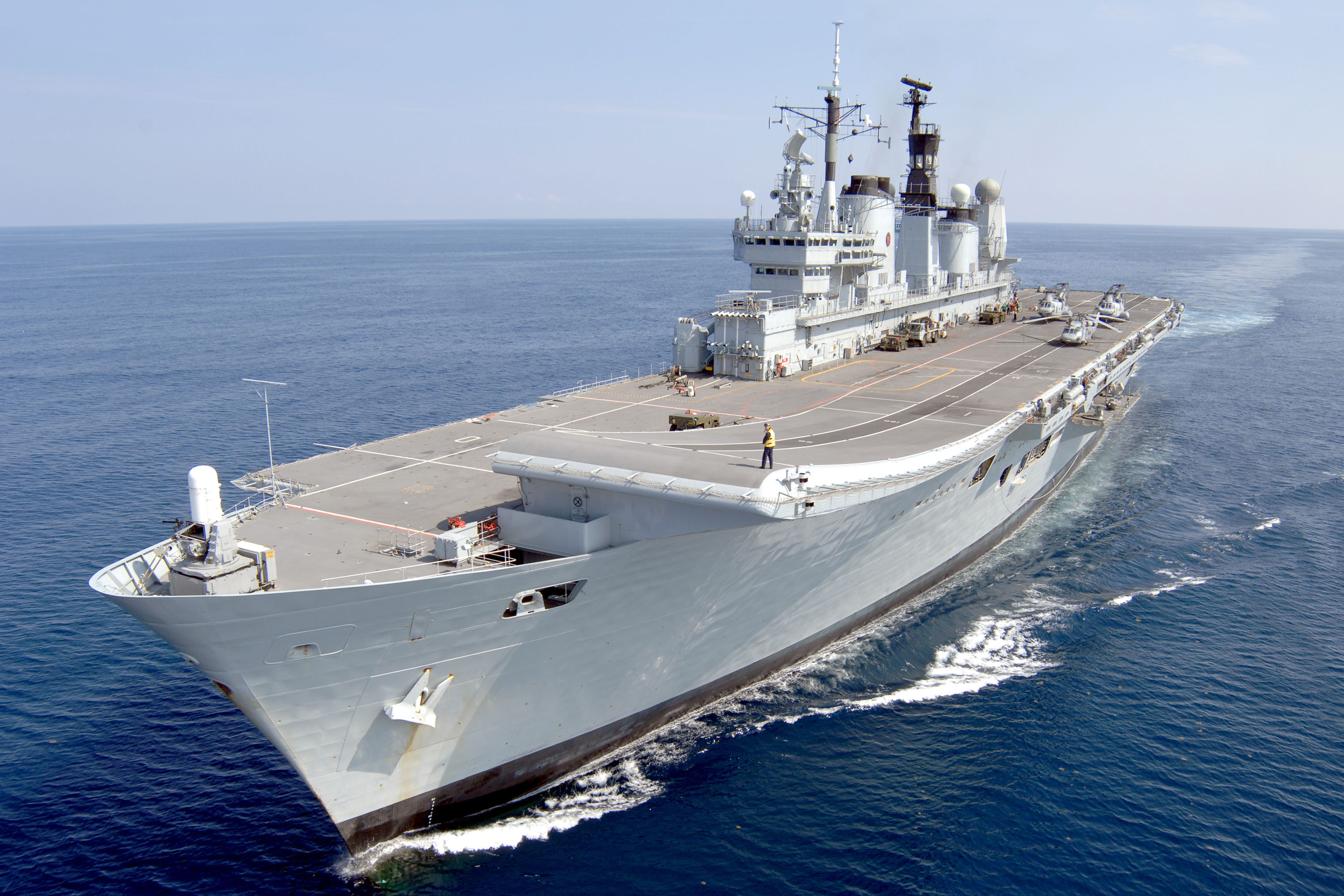
„Ark Royal” w 2008

W okresie szkolenia załogi okręt wyruszył w listopadzie 1985 w pierwszy rejs na Morze Śródziemne, powracając do Portsmouth 16 grudnia. Przed wejściem do służby na okręt przebazował 899 Dywizjon z myśliwcami Sea Harrier, a w 1986 roku dołączyły dywizjony: 801 (Sea Harrier), 820 (Sea King ASW) i eskadra 849B (Sea King AEW wczesnego ostrzegania). Skład dywizjonów później był zmienny. 28 czerwca 1986 lotniskowiec po ćwiczeniach na Atlantyku odwiedził Nowy Jork, gdzie 3 lipca brał udział w międzynarodowej rewii morskiej z okazji odnowienia Statui Wolności. Brał następnie udział w różnych ćwiczeniach międzynarodowych państw NATO na Atlantyku, Morzu Śródziemnym i Morzu Północnym. W czerwcu 1987 roku zawinął do Londynu, będąc największym okrętem, który przepłynął przez zaporę Thames Barrier. 13 czerwca 1988 okręt wypłynął na Daleki Wschód, odwiedzając w lipcu Singapur i we wrześniu Australię. 1 października brał udział w rewii morskiej w Sydney z okazji dwustulecia Australii. W drodze powrotnej ćwiczył z lotniskowcami „Nimitz” i „Clemenceau”, powracając do Portsmouth 15 grudnia 1988 roku. W połowie 1990 roku odwiedził Nowy Jork i bazę Mayport na Florydzie.
10 stycznia 1991 roku „Ark Royal” popłynął na wschodnie Morze Śródziemne w związku z wojną w Zatoce Perskiej, lecz ostatecznie nie było konieczności użycia okrętów na tym akwenie. Dowodził tam grupą operacyjnej Task Group 323.2 i działał m.in. z amerykańskimi krążownikami rakietowymi USS „Virginia” i „Philipine Sea”, zachodząc przy tym do Neapolu. W kwietniu 1993 roku ponownie został skierowany na Morze Śródziemne i Adriatyk jako okręt flagowy  Task Group 612.02, wspierającej operację sił pokojowych ONZ w byłej Jugosławii. Jego samoloty brały udział w operacji Deny Flight do sierpnia 1993, kiedy został tam zastąpiony przez „Invincible”. Ponownie operował na Adriatyku od lutego 1994, a jego Harriery prowadziły loty rozpoznawcze i wymuszające zakaz lotów wokół oblężonego Sarajewa. 16 kwietnia 1994 jeden Sea Harrier został zestrzelony, pilot katapultował się. Służbę tam okręt pełnił do maja. W sierpniu 1994 roku został wycofany do rezerwy w Portsmouth, oczekując na planowany remont, który został odłożony z przyczyn finansowych. 
W maju 1999 na okręcie rozpoczął się trwający dwa lata remont w Rosyth, podczas którego usunięto m.in. wyrzutnię pocisków przeciwlotniczych Sea Dart, dzięki czemu wydłużono do przodu pokład do parkowania samolotów oraz powiększono magazyny środków bojowych w kadłubie. Unowocześniono przy tym wyposażenie okrętu i systemy dowodzenia oraz zmodernizowano stanowisko kontroli lotów, z powiększoną powierzchnią oszklenia. Zwiększono tym samym możliwości uderzeniowe okrętu. 13 lipca 2001 okręt wypłynął na próby po remoncie, a oficjalnie powrócił do służby 2 listopada 2001 roku.
W marcu 2003 okręt był częścią sił biorących udział w ataku na Irak, operując na Zatoce Perskiej. Jego śmigłowce brały udział w desancie komandosów Royal Marines 21 marca na półwyspie Al Faw. 17 maja 2003 roku okręt powrócił do Portsmouth. W początkowym okresie konfliktu dwa jego śmigłowce pokładowe Sea King zderzyły się w powietrzu, w wyniku czego zginęło 6 Brytyjczyków i jeden Amerykanin.
Od kwietnia 2004 „Ark Royal” był ponownie wycofany do rezerwy w Portsmouth, a w lipcu 2005 roku rozpoczął kolejny remont w Rosyth. We wrześniu 2006 na okręcie zakończyła się przebudowa, mająca dostosować go lepiej do pełnienia zadań śmigłowcowca desantowego (LPH), na czas remontu HMS „Ocean”. Zdemontowano przy tym sonar kadłubowy. Jednocześnie w 2006 roku wycofano z brytyjskiego lotnictwa marynarki myśliwce Sea Harrier, pozostawiając na lotniskowcach szturmowe Harriery GR.9. Okręt osiągnął gotowość operacyjną na początku 2007 roku. Latem uczestniczył w ćwiczeniach Noble Mariner na Bałtyku, między innymi z polską Marynarką Wojenną, zawijając do Gdyni. Często w tym okresie z lotniskowca operowały śmigłowce i piechota morska innych państw sojuszniczych. Od 25 stycznia 2010 roku „Ark Royal” przejął rolę okrętu flagowego floty od HMS „Illustrious”. W kwietniu 2010 okręt uczestniczył w ćwiczeniach Joint Warrior koło Szkocji, utrudnionych przez popiół z wybuchu wulkanu Eyjafjallajökull. W maju podczas ćwiczeń z marynarką amerykańską, operowało z niego 12 Harrierów AV-8B USMC. W czerwcu 2010 roku okręt uczestniczył w rewii floty w Halifaksie. W październiku podczas kolejnych ćwiczeń Joint Warrior operowały z niego lądowe śmigłowce szturmowe Apache. Okręt miał pozostawać w czynnej służbie do 2016, by zostać zastąpionym przez zamówiony w maju 2008 lotniskowiec HMS „Prince of Wales”. 19 października 2010 jednak brytyjskie Ministerstwo Obrony ogłosiło niespodziewanie zamiar wycofania okrętu z całej floty samolotów Harrier ze służby w celu poszukiwania oszczędności. 24 listopada 2010 odbył się ostatni start Harriera z pokładu, a 11 marca 2011 roku HMS „Ark Royal” został wycofany ze służby. Następnie został sprzedany na złom za kwotę 2,9 mln funtów. 12 czerwca 2013 został zaholowany do stoczni złomowej w Aliadze w Turcji.
W styczniu 2014 r. opublikowano informację, że po pożarze bliźniaczego lotniskowca HMS „Illustrious”, brytyjska flota musiała zakupić wyposażenie służące do kontroli sprzętu radiowego ze złomowanego w Turcji HMS „Ark Royal”.